# Ru Xiaofan

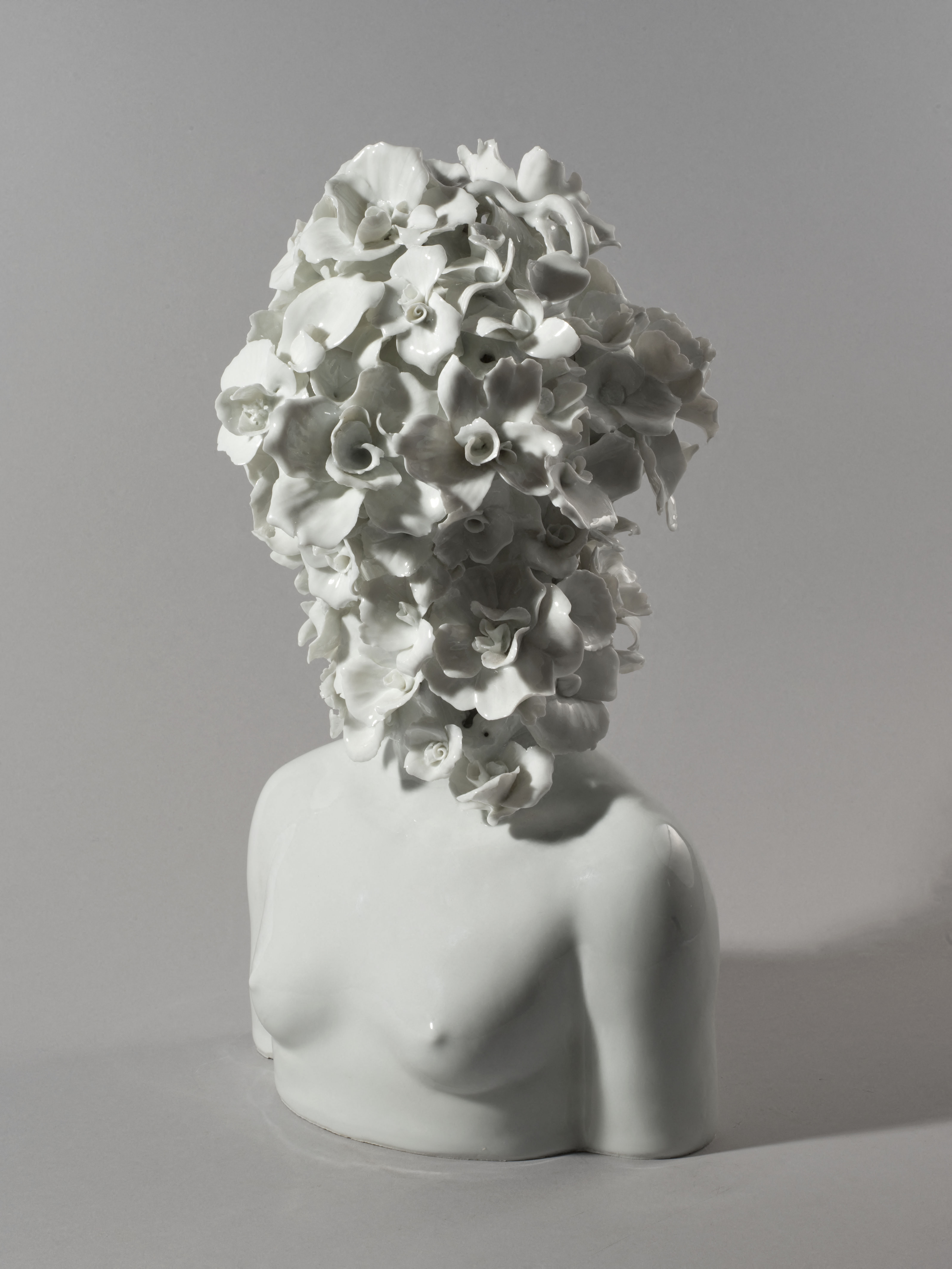
Jeunesse. Porcelain. Musée Cernuschi

Ru Xiaofan (en mandarin: 茹小凡), né en 1954 à Nankin en Chine, est un artiste contemporain représenté par la Galerie RX. Il vit et travaille à Paris depuis 1983.

## Biographie
Ru Xiaofan commence sa pratique de l’art par l’encre de Chine sur papier de riz chinois. Arrivé en France en 1983 après 5 ans d’études aux Beaux-Arts de Nankin, il entre aux Beaux-Arts de Paris, dont il sort diplômé en 1986,. Sa première exposition personnelle en France a lieu en 1987. Initié dès son jeune âge à la calligraphie, il enseigne cet art à la prestigieuse École Polytechnique de Paris à son arrivée en France. Entre 1988 et 1990, il est pensionnaire de la Casa Velázquez à Madrid. En 2004, il est enregistré dans Le Petit Dictionnaire des Artistes contemporains de la maison d'édition Larousse,.

## Œuvre
Pendant une première période, Ru Xiaofan peint des anges, des nuages, des montgolfières et des ballons dans un esprit proche du surréalisme. Il s'intéresse à l’aspect symbolique des choses, à la rémanence des formes poétiques de la pensée comme processus de travail. 
Cent Fleurs
En 2000, ses botaniques oniriques donnent naissance à la série des Cent Fleurs, des images végétales, peintes sans souci de vraisemblance, au caractère hybride, fantastique, anthropomorphe et sexuel. Les fleurs constituent un sujet de prédilection. Dans cette nouvelle série de portraits, elles prennent la forme de bouquets exubérants, remplaçant les têtes des personnages représentés.  Le titre de l'ensemble, présenté en installation, comme un mural, évoque par ailleurs à la fois la révolution culturelle chinoise mais aussi le goût traditionnel chinois pour la culture des fleurs et des jardins. En 1957, Mao Zedong lance sa révolution des «Cent Fleurs» avec sa fameuse formule: «Que cent fleurs s'épanouissent et que rivalisent cent écoles.» Alors trop jeune pour être directement touché par ce piège tendu aux intellectuels, Xiaofan en restera pourtant toujours marqué. Il le sera encore plus par la Révolution culturelle, pendant toute sa jeunesse. Il l'a souvent dit : c'est «cette absence de liberté et de possibilité de choix» qui le poussera. Ru invente donc son propre langage floral, très éloigné du maoïsme, avec "une grande liberté dans la forme et une forte charge érotique".
Bubble Game
Commencés fin 2002, il crée des ensembles (peintures, gouaches, dessins) intitulés les Bubblegames et Enjoy qui présentent des visions baroques, acides et amusées de la société contemporaine, composées à partir d'images retenues dans les journaux et les médias, d'objets de la vie quotidienne et d’éléments récurrents de son vocabulaire iconique. Dans ses "collages" peints, les images se télescopent, se superposent, sans échelle ou hiérarchie. Des mannequins, des hommes politiques, des peluches ou autres jouets, mille ballons semblent flotter dans un monde aqueux, rendu par l'usage de glacis et de transparences, de couleurs de bonbons acidulés. Le peintre met cette série en chantier au moment de l'explosion économique de la Chine, dont il prend conscience en 2005, lors de son retour dans son pays natal, à l'occasion d'une exposition au Musée d'art contemporain de Shanghaï. Il présente le même travail au musée des Ursulines à Mâcon (en 2003), à la White Box de New York en 2004. 
Ru Xiaofan, dit que lorsqu'il peint qu’« il a en lui l'image de la forme sculptée. Il exécute également des sculptures, en résine, en laque de chine, en bronze, en verre, etc. »

## Collections publiques
- 1996 : Fondation Michelen, Grand Prix.S Paris
- 1998 : Fonds Régional d’Art Contemporain d’Île-de-France.
- 1999 : Collection Sosume, Dublin, Irlande.
- 2004 : Musée des Ursulines, Mâcon.
- 2005 : Fondation Salomon, Alex.
- 2006 : Fonds National d’Art Contemporain, France.
- Collection du Club « Colas »
- Musée d’Art Contemporain de Corée, Séoul (enjoy No 6)
- 2008 : Réalisation de la fresque de La Coupole
- 2009 : Musée d’Art Contemporain de Corée, Séoul.
- 2010 : Today Art Museum, Beijing, Chine
- 2012 : Musée de Cernuschi, Paris
- 2014 : Collection du Club « Colas »